# アン・ラムジー
アン・ラムジー（Anne Ramsey、1929年9月1日 - 1988年8月11日）は、アメリカ合衆国の女優。

## 来歴
ネブラスカ州のオマハで生まれた。バーモント州にあるベニントン大学を卒業後、ブロードウェイやオフ・ブロードウェイに多数出演して舞台女優としてのキャリアを築いていく。後に俳優であったローガン・ラムジーと結婚。1970年代に入ると、舞台に留まらず映画にも出演し始め、性格女優とまで評されるようになった。
日本でもスティーヴン・スピルバーグ製作総指揮のアドベンチャー映画『グーニーズ』で、主人公のマイキーたちを追い回すフラッテリー一家の母親役として知られている。ウェス・クレイヴン監督のホラー映画『デッドリー・フレンド』ではバスケットボールで無残にも殺害される主人公の意地悪な隣人を演じた。その他にも多くの映画やテレビに出演し、印象を残している。
1988年にダニー・デヴィートが監督・主演を務めたブラック・コメディ『鬼ママを殺せ』に出演し、デヴィートが演じる作家志願の中年男性、オーウェンの母親をユーモラスかつ大胆に演じて見事ゴールデン・グローブ賞とアカデミー助演女優賞にノミネートされた。
これからが期待されていたが、同年の1988年に癌のためロサンゼルスの病院で息を引き取った。享年58。

## 出演作品

### 映画
| 公開年 | 邦題 原題                                                                   | 役名                   | 備考                           |
| ------ | --------------------------------------------------------------------------- | ---------------------- | ------------------------------ |
| 1971   | スポーツクラブ The Sporting Club                                            | スコットの妻           |                                |
| 1972   | 砂の城/人妻マーガレットの場合 Up the Sandbox                                | 傲慢な女性             |                                |
| 1972   | センチュリアン The New Centurions                                           | いかれた男の妻         | ノークレジット                 |
| 1974   | またまたおかしな大追跡 For Pete's Sake                                      | 電話中の女             |                                |
| 1976   | 正午から3時まで From Noon Till Three                                        | 態度が大きい女性       |                                |
| 1976   | 大都会の青春 Dawn: Portrait of a Teenage Runaway                            | 図書館員               | テレビ映画                     |
| 1976   | ジョン・トラボルタのプラスチックの中の青春 The Boy in the Plastic Bubble    | レイチェル             | テレビ映画                     |
| 1977   | おかしな泥棒ディック&ジェーン Fun with Dick and Jane                        | 雇用申請所員           |                                |
| 1978   | ゴーイング・サウス Goin' South                                              | オールドミス           |                                |
| 1980   | ダーティファイター 燃えよ鉄拳 Any Which Way You Can                         | ロレッタ・クインス     |                                |
| 1980   | ブラック・マーブル The Black Marble                                         | ベッシー・キャラハン   |                                |
| 1980   | 伝説のマリリン・モンロー Marilyn: The Untold Story                          |                        | テレビ映画                     |
| 1981   | 誰がウェブスターを殺したか The Killing of Randy Webster                     | マーサ                 | テレビ映画                     |
| 1981   | フロリダ・ハチャメチャ・ハイウェイ Honky Tonk Freeway                       | TVシェフ               | ノークレジット                 |
| 1981   | しとやかな追跡者 A Small Killing                                            | ドリス                 | テレビ映画                     |
| 1982   | ナショナル・ランプーン／パニック同窓会 Class Reunion                        | タバズースキー婦人     |                                |
| 1985   | グーニーズ The Goonies                                                      | ママ・フラテリ         |                                |
| 1986   | デッドリー・フレンド Deadly Friend                                          | エルヴァイラ・パーカー |                                |
| 1986   | セイ・イエス／2億5000万ドルの結婚 Say Yes                                   | Major                  |                                |
| 1987   | ウィーズ Weeds                                                              | ウムステッター婦人     |                                |
| 1987   | ウィッチ／魔女狩り Love at Stake                                            | 魔女                   |                                |
| 1988   | ザ・マッドサイエンティスト／新ヤングフランケンシュタイン Doctor Hackenstein | ルビー・ローズ         |                                |
| 1988   | 鬼ママを殺せ Throw Mama from the Train                                      | ママ                   | アカデミー助演女優賞ノミネート |
| 1988   | 3人のゴースト Scrooged                                                      | ホームレスの女性       |                                |
| 1989   | ライフ・オン・ジ・エッジ Meet the Hollowheads                               | Babbleaxe              |                                |
| 1989   | 天使が降りたホームタウン Homer and Eddie                                    | エドナ                 |                                |

### テレビドラマ
| 公開年    | 邦題 原題                                                             | 役名                   | 備考                           |
| --------- | --------------------------------------------------------------------- | ---------------------- | ------------------------------ |
| 1971      | ボールド・ワンズ The Bold Ones: The Lawyers                           | ミセス・フォックス     | 1エピソード                    |
| 1972      | 鬼警部アイアンサイド Ironside                                         | モーテルのマネージャー | 1エピソード                    |
| 1972      | 私立探偵バニオン Banyon                                               | ミセス・ヘンドリックス | 1エピソード                    |
| 1973      | 刑事コロンボ Columbo                                                  | マッサージ師           | 『毒のある花』、ノークレジット |
| 1975-1977 | ワンダーウーマン Wonder Woman                                         | コニー、他             | 2エピソード                    |
| 1976      | メアリー・ハートマン、メアリー・ハートマン Mary Hartman, Mary Hartman | シスター・バーナデッテ | 1エピソード                    |
| 1976      | チャーリーズ・エンジェル Charlie's Angel                              | ヘンリーの妻           | 1エピソード                    |
| 1978      | 大草原の小さな家 Little House on the Prairie                          | スキラー婦人           | 1エピソード                    |
| 1979      | 刑事スタスキー&ハッチ Starsky and Hutch                               | エヴォン、ほか         | 1エピソード                    |
| 1979      | 白バイ野郎ジョン&パンチ CHiPs                                         | 看護婦ベティ・ジョー   | 1エピソード                    |
| 1979-1982 | ラバーン&シャーリー Laverne & Shirley                                 | 婦人、ほか             | 2エピソード                    |
| 1983      | スリーズ・カンパニー Three's Company                                  | ATMの女性              | 1エピソード                    |
| 1983      | マニマル Manimal                                                      | レフェリー             | 1エピソード                    |
| 1984      | ファミリータイズ Family Ties                                          | ウォーフィールド婦人   | 1エピソード                    |
| 1984      | ジェシカおばさんの事件簿 Murder, She Wrote                            | バッグの女性           | 1エピソード                    |
| 1985      | ヒルストリート・ブルース Hill Street Blues                            | スカリシ婦人           | 1エピソード                    |
| 1986      | ナイトライダー Knight Rider                                           | 交通整理員             | 1エピソード                    |
| 1988      | アルフ ALF                                                            | エセル・バトンウッド   | 1エピソード                    |